# Шандор Карман
Шандор Карман, Олександр Карман або Йожеф Карман (угор. Sándor Kármán; нар. 28 лютого 1910, Австро-Угорщина — пом. ?) — угорський футболіст, нападник.

## Життєпис
Футбольну кар'єру розпочав 1925 році в клубі УРАК. У складі «Уйпеша», «Шомодя» та «Керюлеті» у чемпіонаті Угорщини відзначився 35-ма голами в 94-х матчах. У чемпіонаті Чехословаччини захищав кольори ужгородської «Русі», у складі якого відзначився 2-ма голами в 11-ти матчах. Згодом повернувся до Угорщини, виступав за «Лампарт», «Кобанью» та УРАК. Футбольну кар'єру завершив у 1950-х роках в футболці «Уйпешта».

## Статистика виступів у чемпіонаті
| Рік                | Матчі | Голи | Хвилини | Клуб             |
| ------------------ | ----- | ---- | ------- | ---------------- |
| I ліга 1930/31     | 3     | 1    | –       | «Уйпешт»         |
| I ліга 1931/32     | 1     | 0    | –       | «Уйпешт»         |
| I ліга 1931/32     | 8     | 1    | –       | «Шомодь»         |
| I ліга 1932/33     | 22    | 14   | –       | «Керюлеті»       |
| I ліга 1933/34     | 17    | 8    | –       | «Керюлеті»       |
| I ліга 1934/35     | 21    | 6    | –       | «Керюлеті»       |
| I ліга 1935/36     | 15    | 3    | –       | «Керюлеті»       |
| I ліга 1936/37     | 7     | 2    | –       | «Керюлеті»       |
| I ліга 1936/37     | 11    | 2    | 990     | «Русь» (Ужгород) |
| Загалом у I-й Лізі | 11    | 2    | 990     |                  |
| Загалом у I-й Лізі | 94    | 35   | –       |                  |